# Steffen Peters
Steffen Peters, född den 18 september 1964 i Wesel, Tyskland, är en amerikansk ryttare.
Han tog OS-brons i lagtävlingen i dressyr i samband med de olympiska ridsporttävlingarna 1996 i Atlanta.